# Ділан Моран
Ділан Моран (англ. Dylan Moran МФА: /ˈmɔərən/) — відомий ірландський естрадний комік, письменник і актор. Широкому загалу найбільш відомий своєю роллю в британському ситкомі «Книгарня Блека». Моран також зіграв одну з двох провідних ролей в ірландській чорній комедії «Фільм зі мною» у 2008 році. Він регулярно виступає на національних та міжнародних комедійних фестивалях. Зараз Ділан Моран проживає в Шотландії зі своєю дружиною Елейн Моран і двома дітьми.

## Біографія

### Дитинство та юність
Ділан Моран народився 3 листопада 1971 року в Навані, графство Міт, Ірландія. Він відвідував школу Святого Патріка, де зробив свої перші спроби у жанрі стенд-ап. Він залишив школу в 16 років, отримавши свідоцтво про закінчення. Після цього Моран провів 4 роки без роботи за «випивкою і написанням поганої поезії». В цей період Ділан намагався працювати продавцем квітів, але протримавшись тиждень, кинув ненависну роботу.

### Кар'єра
Одного разу в невеликому клубі на п'ятдесят місць, без мікрофону, на верхньому поверсі «The International Bar» на Сауз Віклоу Стріт Моран побачив виступ Ардала О’Ханлона та інших коміків в рамках Dublin's Comedy Cellar. В 1992 році в цьому ж клубі відбувся його перший виступ і хоча він нервував, публіка гарно його сприйняла. В 1993 році Моран виграв So You Think You're Funny Award на Единбурзькому фестивалі. В 1996 році, в віці 24 років, він став наймолодшою особою, що виграла Edinburgh Comedy Awards на Единбурзькому фестивалі. Gurgling For Money (укр. «Булькіт за гроші») — це назва першого сольного туру Морана по Сполученому Королівству. В той час також виступив на багатьох комедійних фестивалях, включаючи: Hay Festival, Montreal comedy festival, Vancouver Comedy Festival. Між 1995 та 1997 роком він вів щотижневу колонку в газеті The Irish Times.

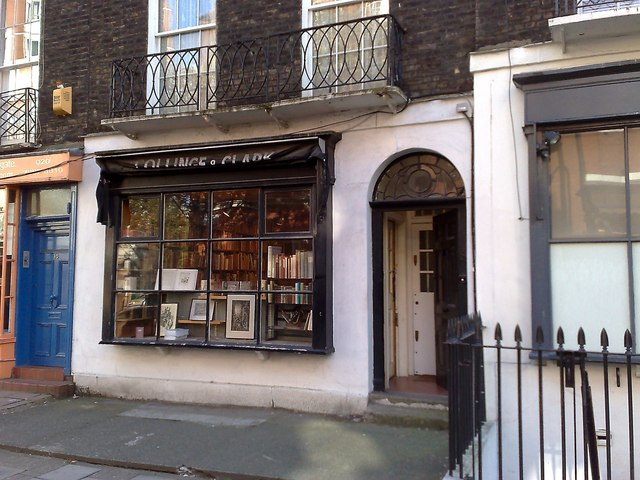
Та сама крамниця, де розгортаються події в «Книгарні Блека».

Моран отримав свою першу головну роль на телебаченні в 1998 році. Він зіграв Яна Ліонса в ситкомі «Яким ви мене хочете?» на BBC 2. В 1999 він з'явився в маленькій ролі крадія книг Руфуса в фільмі «Ноттінг Гілл».
2000 року на телебаченні почався показ серіалу «Книгарня Блека». Ситком розповідає про нещасного, нелюдимого і неорганізованого власника книжкового магазину Бернарда Блека, який постійно п'є, палить одну цигарку за іншою та ненавидить своїх покупців. Ділан Моран був співавтором сценарію та автором ідеї серіалу. Другий сезон «Книгарні Блека» був випущений в 2002 році, а третій вийшов в ефір в 2004, продовження історії позитивно сприйняли, як критики так і фанати. В тому ж році Моран з'явився в своїй першій ролі першого плану в повнометражній стрічці «Зомбі на ім'я Шон».
2004 року Моран провів тур в підтримку своїх нових шоу «Monster І» та «Monster ІІ», який завершився демонстрацією вистави в театрі Wyndham's Theatre, що в лондонському Вест Енді. Тур отримав схвальні відгуки в газеті «The Times»: «Це був майстерклас комічної харизми: легко перекочуючись від однієї теми до іншої, він поводиться цілком спонтанно, але насправді все сплановано».
Його третій гастрольний тур під промовистою назвою «Like, Totally» (укр. Наче про все) почався 25 травня 2005 року з виступу в Бакстоні, Дербішир. Як і в попередніх турах, виступи Морана супроводжувалися показом його малюнків. В вересні 2007 року відбулася прем'єра «Біжи, товстуне, біжи», де Моран зіграв ексцентричного друга головного героя — Гордона. З жовтня по грудень 2008 року, комік провів ще один тур Великою Британією «What It Is», який почався в Нью-Йорку і закінчився в Оксфорді.
У квітні 2011 року почався новий тур Ділана Морана «Yeah, Yeah» країнами Скандинавії, країнами Балтії, Сполученими Штатами, Австралією, Новою Зеландією, Ірландією та Сполученим Королівством. 22 вересня 2012 у рамках цього туру він відвідав Україну.

## Фільмографія
| Рік       |    | Українська назва        | Оригінальна назва         | Роль                       |
| --------- | -- | ----------------------- | ------------------------- | -------------------------- |
| 1998      | с  |                         | Just for Laughs           |                            |
| 1998—1999 | с  | Яким ви мене хочете?    | How Do You Want Me?       | Ян Ліонс (12 епізодів)     |
| 1999      | ф  | Ноттінг Гілл            | Notting Hill              | крадій Руфус               |
| 2000—2004 | с  | Книгарня Блека          | Black Books               | Бернард Блек (18 епізодів) |
| 2003      | ф  | Актори                  | The Actors                | Том Кірк                   |
| 2004      | ф  | Зомбі на ім'я Шон       | Shaun of the Dead         | Девід                      |
| 2006      | ф  | Історія Півня і Бика    | A Cock and Bull Story     | доктор Слоп                |
| 2006      | кф | Розкажи це рибам        | Tell It to the Fishes     | Фін                        |
| 2007      | ф  | Біжи, товстуне, біжи    | Run Fatboy Run            | Гордон                     |
| 2008      | ф  | Фільм за моєю участю    | A Film with Me in It      | Пірс                       |
| 2010      | с  |                         | Little Crackers           | 1 епізод, також сценарист  |
| 2011      | ф  | Пастка для нареченої    | The Decoy Bride           | Чарлі                      |
| 2013      | ф  | Хороші вібрації         | Good Vibrations           | власник арфи               |
| 2014      | ф  | Голгофа                 | Calvary                   | Майкл Фітцджеральд         |
| 2017      | с  | Дядько                  | Uncle                     | Марш (4 епізоди)           |
| 2020      | ф  | Піксі                   | Pixie                     | потенційний покупець       |
| 2022      | с  | Відьмак: Криваві витоки | The Witcher: Blood Origin | Утрок (2 епізоди)          |
| 2024      | ф  | Гра кіллера             | The Killer's Game         | святий отець О'Браєн       |